# Belmira das Neves
Belmira das Neves (Portimão, 5 de agosto de 1885 — Portimão, 26 de janeiro de 1967), foi a companheira do 7.º Presidente da República Portuguesa Manuel Teixeira Gomes, e por inerência, Primeira-dama de Portugal de 5 de outubro de 1923 a 11 de dezembro de 1925, mas nunca se casaram.

## Biografia
Belmira das Neves nasceu na cidade de Portimão, oriunda de famílias humildes de pescadores da região. Era filha ilegítima de João de Jesus, natural de Estômbar e de Quitéria de Jesus, natural de Portimão.
Manuel Teixeira Gomes residia em Portimão desde 1885, onde se dedicou ao negócio de exportação de frutos secos herdado de seu pai e foi onde conheceu e se apaixonou por Belmira das Neves, trabalhadora do seu fumeiro, tendo a partir de 1899 vivido em união de facto com a mesma, que contava à data apenas 14 anos e o companheiro, 39, facto que causou resistência por parte das famílias. O relacionamento de ambos nunca se traduziu numa vida comum, tendo Teixeira Gomes viajado e residido sozinho durante quase toda a sua vida adulta. Os negócios da família obrigaram-no desde cedo a viagens longas, sobretudo em torno do Mediterrâneo e do Médio Oriente. Nunca se casaram, no entanto tiveram duas filhas, Ana Rosa Teixeira Gomes, nascida em 1906 e Maria Manuela Teixeira Gomes, nascida em 1910.
Quando Teixeira Gomes foi eleito para a Presidência da República, em 1923, Belmira das Neves decidiu permanecer em Portimão, nunca tendo ocupado o Palácio de Belém. Quando, dois anos depois, Teixeira Gomes renunciou o cargo de Presidente e partiu para o exílio voluntário, não mais se voltaram a ver, trocando cartas esporadicamente.
Belmira viveu anonimamente o resto dos seus dias na sua terra natal, onde veio a falecer aos 81 anos, a 26 de janeiro de 1967. Encontra-se sepultada naquela localidade.